# Vollredaktion
Eine Vollredaktion bei einer Tageszeitung ist dann gegeben, wenn die wesentlichen Teile der Zeitung, der sogenannte Mantel (zumeist der Politik-, Wirtschafts- und überregionale Sportteil der Zeitung), von der eigenen Redaktion dieser Zeitung erstellt und nicht von anderen Redaktionen übernommen wird. In diesem Fall spricht man von einer Vollzeitung im Gegensatz zu einem Kopfblatt bzw. einer Mantelzeitung.

## Geschichte
Bis in die 1970er-Jahre gab es auch bei kleineren Zeitungen nahezu ausschließlich Vollredaktionen, die alle Beiträge für ihre Publikation selbst schrieben und erstellten. Heute geht der Trend, vor allem bei Lokal- und Regionalzeitungen, aus Kostengründen zu Mantelredaktionen. Auch große überregionale Zeitungen verzichten heute teilweise auf eine Vollredaktion. So ist (unter Abbau von 40 der 190 redaktionellen Stellen) seit April 2010 die Frankfurter Rundschau Teil der DuMont-Redaktionsgemeinschaft, der auch die Berliner Zeitung, der Kölner Stadt-Anzeiger und die Mitteldeutsche Zeitung angehören.